# Copa Intertoto de la UEFA 2005
La Copa Intertoto de la UEFA 2005 va ser la 45a edició de la Copa Intertoto i l'11a des que l'organitza la UEFA.

## Primera ronda
| Equip 1             | Global | Equip 2                        | Anada | Tornada |
| ------------------- | ------ | ------------------------------ | ----- | ------- |
| Beitar Jerusalem FC | 6–4    | FK Sileks Kratovo              | 4–3   | 2–1     |
| Bohemian F.C.       | 2–3    | K.A.A. Gent                    | 1–0   | 1–3     |
| Tiligul Tiraspol    | 2–9    | Pogoń Szczecin                 | 0–3   | 2–6     |
| Valletta F.C.       | 2–7    | FK Budućnost Podgorica         | 0–5   | 2–2     |
| Narva Trans         | 1–2    | K.S.C. Lokeren Oost-Vlaanderen | 0–2   | 1–0     |
| FC Victoria Rosport | 2–5    | IFK Göteborg                   | 1–2   | 1–3     |
| KS Dinamo Tirana    | 3–5    | NK Varteks                     | 2–1   | 1–4     |
| NK Slaven Belupo    | 2–0    | NK Drava Ptuj                  | 1–0   | 1–0     |
| Lernagorts-Ararat   | 1–9    | Neuchâtel Xamax                | 1–3   | 0–6     |
| CFR Ecomax Cluj     | 7–3    | FK Vėtra                       | 3–2   | 4–1     |
| Olympiakos Nicosia  | 0–16   | Gloria Bistriţa                | 0–5   | 0–11    |
| Skála ÍF            | 0–3    | Tampere United                 | 0–2   | 0–1     |
| Vasas SC            | 0–2    | FK ZTS Dubnica                 | 0–0   | 0–2     |
| FK Žalgiris Vilnius | 2–0    | Lisburn Distillery F.C.        | 1–0   | 1–0     |
| FK Karvan           | 1–4    | Lech Poznań                    | 1–2   | 0–2     |
| FC Rànger's         | 1–6    | SK Sturm Graz                  | 1–1   | 0–5     |
| Bangor City F.C.    | 1–4    | Dinaburg FC                    | 1–2   | 0–2     |
| FK Smederevo        | 1–3    | FK Pobeda                      | 0–1   | 1–2     |
| FC Neman Grodno     | 0–1    | FC Tescoma Zlín                | 0–1   | 0–0     |
| Lombard-Pápa TFC    | 3–1    | FC WIT Georgia                 | 2–1   | 1–0     |
| FC Inter Turku      | 4–0    | ÍA Akranes                     | 0–0   | 4–0     |

## Segona ronda
| Equip 1                        | Global | Equip 2                | Anada | Tornada |
| ------------------------------ | ------ | ---------------------- | ----- | ------- |
| SK Sigma Olomouc               | 1–0    | Pogoń Szczecin         | 1–0   | 0–0     |
| CFR Cluj                       | (p)1–1 | Athletic Club          | 1–0   | 0–1     |
| VfL Wolfsburg                  | 5–3    | SK Sturm Graz          | 2–2   | 3–1     |
| Deportivo de La Coruña         | 4–2    | FK Budućnost Podgorica | 3–0   | 1–2     |
| B.B. Ankaraspor                | 1–4    | FK ZTS Dubnica         | 0–4   | 1–0     |
| FC Slovan Liberec              | 7–2    | Beitar Jerusalem FC    | 5–1   | 2–1     |
| AS Saint-Étienne               | 3–2    | Neuchâtel Xamax        | 1–1   | 2–1     |
| K.A.A. Gent                    | 1–0    | FC Tescoma Zlín        | 1–0   | 0–0     |
| Hamburger SV                   | 8–2    | FK Pobeda              | 4–1   | 4–1     |
| NK Slaven Belupo               | 4–2    | Gloria Bistriţa        | 3–2   | 1–0     |
| K.S.C. Lokeren Oost-Vlaanderen | 3–5    | BSC Young Boys         | 1–4   | 2–1     |
| NK Varteks                     | 6–5    | FC Inter               | 4–3   | 2–2     |
| Tampere United                 | 1–0    | R. Charleroi S.C.      | 1–0   | 0–0     |
| Lombard-Pápa TFC               | 2–4    | IFK Göteborg           | 2–3   | 0–1     |
| FK Žalgiris Vilnius            | 3–2    | Dinaburg FC            | 2–0   | 1–2     |
| RC Lens                        | 3–1    | Lech Poznań            | 2–1   | 1–0     |

## Tercera ronda
| Equip 1                | Global | Equip 2               | Anada | Tornada |
| ---------------------- | ------ | --------------------- | ----- | ------- |
| Deportivo de La Coruña | 4–0    | NK Slaven Belupo      | 1–0   | 3–0     |
| Egaleo FC              | 4–5    | FK Žalgiris Vilnius   | 1–3   | 3–2     |
| Borussia Dortmund      | 1–1(c) | SK Sigma Olomouc      | 1–1   | 0–0     |
| BSC Young Boys         | 3–5    | Marseille             | 2–3   | 1–2     |
| NK Varteks             | 2–5    | RC Lens               | 1–1   | 1–4     |
| Roda JC                | (c)1–1 | FC Slovan Liberec     | 0–0   | 1–1     |
| União de Leiria        | 0–3    | Hamburger SV          | 0–1   | 0–2     |
| K.A.A. Gent            | 0–2    | València CF           | 0–0   | 0–2     |
| FK ZTS Dubnica         | 1–5    | Newcastle United F.C. | 1–3   | 0–2     |
| Lazio                  | 4–1    | Tampere United        | 3–0   | 1–1     |
| IFK Göteborg           | 0–4    | VfL Wolfsburg         | 0–2   | 0–2     |
| CFR Cluj               | (c)3–3 | AS Saint-Étienne      | 1–1   | 2–2     |

## Quarta ronda
| Equip 1                | Global | Equip 2               | Anada | Tornada |
| ---------------------- | ------ | --------------------- | ----- | ------- |
| València CF            | 4–0    | Roda JC               | 4–0   | 0–0     |
| FK Žalgiris Vilnius    | 2–7    | CFR Cluj              | 1–2   | 1–5     |
| SK Sigma Olomouc       | 0–4    | Hamburger SV          | 0–1   | 0–3     |
| Deportivo de La Coruña | 4–2    | Newcastle United F.C. | 2–1   | 2–1     |
| VfL Wolfsburg          | 0–4    | RC Lens               | 0–0   | 0–4     |
| Lazio                  | 1–4    | Marseille             | 1–1   | 0–3     |

## Cinquena ronda
| Equip 1             | Global | Equip 2     | Anada | Tornada |
| ------------------- | ------ | ----------- | ----- | ------- |
| CFR Cluj            | 2–4    | RC Lens     | 1–1   | 1–3     |
| Deportivo La Coruña | 3–5    | Marseille   | 2–0   | 1–5     |
| Hamburger SV        | 1–0    | València CF | 1–0   | 0–0     |